# Ermita de Sant Josep de Montblanc
L'ermita de Sant Josep de Montblanc, a la Conca de Barberà és un espai natural molt visitat, lloc de celebració d'aplecs i de reunió de campistes. Ermita de petites dimensions i gran senzillesa estructural. Bàsicament l'interès recau en la portalada adovellada de pedra i en una pedra gravada damunt, on es representa un àngel. Construïda durant el primer terç del segle xviii promoguda pel comerciant Francesc Sabater. Durant el segle xix va ser propietat de la família Gassol. En el curs de la guerra civil espanyola va ser destruïda i va restar uns anys abandonada. Gràcies a la iniciativa i esforç personal de Josep Civit i Solé va ser reconstruïda. Posteriorment l'administració municipal s'ha preocupat del manteniment de la zona.
Actualment, és també, zona d'acampada on també hi poden pernoctar furgonetes, autocaravanes, etc.a preus populars. Al bar de la mateixa ermita, donen informació de rutes i de l'ús de les instal·lacions del perímetre.